# František Hovorka (politik)
František Hovorka (1. května 1850 Německá Rybná – 16. října 1906 Německá Rybná) byl rakouský a český sedlák a politik, na přelomu 19. a 20. století poslanec Českého zemského sněmu a Říšské rady.

## Biografie
Vystudoval reálnou školu v Hradci Králové, vyučil se řezníkem a po smrti otce roku 1873 se ujal rodinného zemědělského hospodářství a k němu patřící hospody. Po jistou dobu pobýval na zkušené v Německu. Od roku 1885 zasedal v zemské zemědělské radě. V roce 1892 se stal okresním starostou v Žamberku a od roku 1896 také působil jako člen žamberské okresní školní rady. Podle jiného pramene se okresním starostou stal až roku 1896. V Rybné se podílel na založení divadelního spolku a Sboru dobrovolných hasičů.
Koncem 80. let 19. století se zapojil i do zemské politiky. Ve volbách v roce 1889 byl zvolen v kurii venkovských obcí (volební obvod Žamberk, Ústí nad Orlicí) do Českého zemského sněmu. Politicky patřil k mladočeské straně. Mandát zde obhájil i ve volbách v roce 1895 a volbách v roce 1901. Na sněmu se výrazně projevil v lednu 1891, kdy při debatě o rozdělení zemské zemědělské rady na dvě národnostní sekce vystoupil z pozic českého rolnictva proti takzvaným punktacím (projekt česko-německého smíru v Čechách, odmítaný mladočechy). Roku 1895 se opětovně zviditelnil při veřejné schůzi konané v Dolní Dobrouči, kde Hovorka agitoval ve prospěch zavedení všeobecného volebního práva, přičemž schůze byla následně rozpuštěna poté, co došlo k vzrušeným polemikám s představiteli konzervativních klerikálů. Podobně při slavnosti svěcení praporu katolické jednoty v Kostelci nad Orlicí se Hovorka dostal do potyček s klerikály a četnictvem. Čelil následně soudnímu stíhání. V roce 1896 se uvádí náhradník ústřední komise pro revizi katastru pozemkové daně v Čechách. Angažoval se též v otázce českých menšin v převážně etnicky německých oblastech Čech. Roku 1897 vystoupil na mítinku v Litici, který byl českou reakcí na podobnou kampaň českých Němců na podporu svého etnika.
Zasedal také v Říšské radě (celostátní zákonodárný sbor), kam se poprvé dostal ve volbách do Říšské rady roku 1897. Zastupoval kurii venkovských obcí, obvod Rychnov nad Kněžnou, Žamberk atd. Mandát zde obhájil ve volbách do Říšské rady roku 1901. Ve volbách roku 1897 zvítězil téměř jednohlasně, v roce 1901 porazil agrárnického kandidáta.
Podporoval rozvoj místních rolnických záložen. Sám jich založil okolo stovky (v rodné Rybné vznikla záložna roku 1890). Roku 1899 ho zemský sněm zvolil na post ředitele Zemské banky Království českého.
Zemřel v říjnu 1906 po delší, vážné nemoci.